# Morus liboensis
Morus liboensis är en mullbärsväxtart som beskrevs av S.S. Chang. Morus liboensis ingår i släktet mullbär, och familjen mullbärsväxter. Inga underarter finns listade i Catalogue of Life.